# Итирусу
Итирусу (порт. Itiruçu)  —  муниципалитет в Бразилии, входит в штат Баия. Составная часть мезорегиона Юго-центральная часть штата Баия. Входит в экономико-статистический микрорегион Жекие. Население составляет 14 287 человек на 2006 год. Занимает площадь 302,926 км². Плотность населения — 47,2 чел./км².

## История
Город основан 9 января 1935 года.

## Статистика
- Валовой внутренний продукт на 2003 год составляет 28 361 927,00 реалов (данные: Бразильский институт географии и статистики).
- Валовой внутренний продукт на душу населения на 2003 год составляет 2030,93 реалов (данные: Бразильский институт географии и статистики).
- Индекс развития человеческого потенциала на 2000 год составляет 0,654 (данные: Программа развития ООН).